# John Casor
John Casor, registrato anche come Cazara e Corsala (fl. XVII secolo), divenne nel 1655 la prima persona di origine africana nelle tredici colonie inglesi del Nord America a essere dichiarato schiavo per la vita in seguito ad una causa civile.

## La storia
Antony Johnson, nato in Angola, anch'egli un ex schiavo divenuto libero alla scadenza del contratto, provò a trattenere John Casor oltre i limiti pattuiti, ma Casor andò a lavorare come servo a contratto per Robert Parker, un fattore della zona. Così Johnson denunciò Parker per i servizi di Casor. 

## La sentenza
Nella sua difesa Casor dichiarò che possedeva lo status di servitore in debito, per cui avrebbe dovuto essere trattato come tale, ma una corte della Contea di Northampton in Virginia, dove risiedeva, si pronunciò contro la sua richiesta. Con il ricorso Johnson chiese alla corte, ed ottenne, l'estensione illimitata del contratto di servitù tra lui e Casor, creando così il primo schiavo della storia nordamericana.
Quindi il primo possessore di schiavi del Nordamerica, è colui che de facto diede inizio alla tratta. Fino ad allora la schiavitù non era legale nelle colonie nordamericane, esisteva invece quella che veniva definita servitù debitoria. Nel corso della vita di Casor, le leggi sulla schiavitù divennero molto più dure, rendendo gli schiavi una casta limitata a persone di discendenza africana.

## Il partus sequitur ventrem
Nel 1662 la colonia della Virginia approvò una legge che incorporò il principio di "Partus sequitur ventrem", stabilendo che i bambini di madri schiave sarebbero nati schiavi anch'essi, senza distinzione di razza o dello stato sociale del padre. Questo era in contraddizione con il diritto comune inglese esteso ai cittadini inglesi, che fondava lo status di un bambino su quello del padre. Nel 1699 la Virginia approvò una legge che consentì la deportazione di tutti i neri liberi.